# Broken Hill

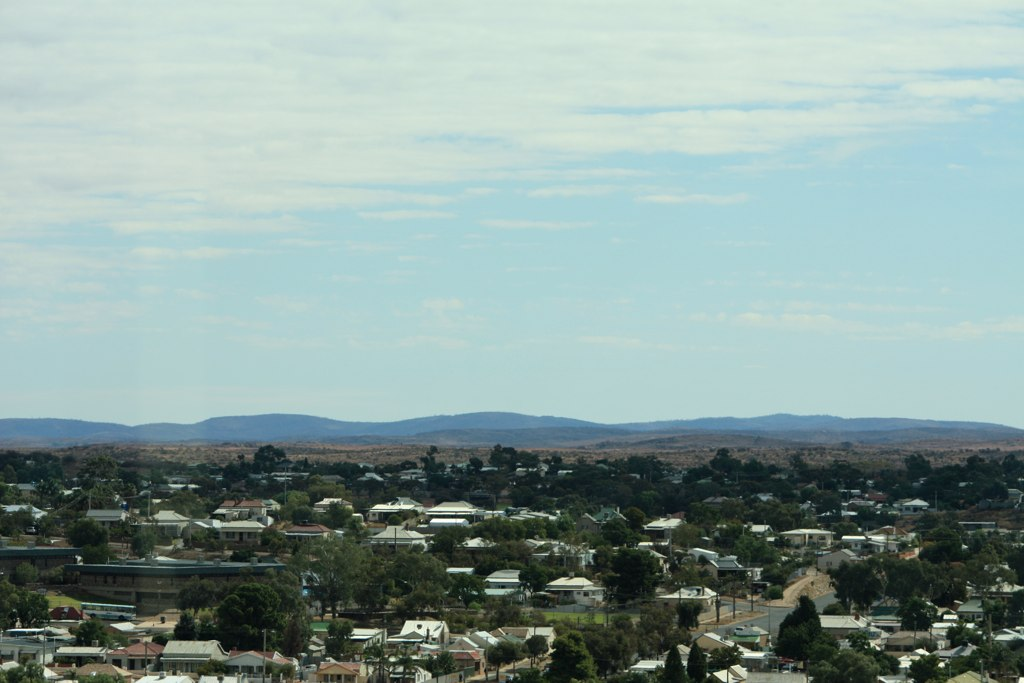

Broken Hill är en stad i New South Wales, Australien inom södra delen av Main Barrier Range, 40 kilometer från gränsen till South Australia.
Området kring staden antas varit bebott i 40 000 år av aboriginer. Aborginierna kallade då området för Willyama. Européer anlände till området långt senare. Staden Broken Hill grundades 1883 av Charles Rasp. Anledningen till stadens grundande var gruvfyndigheter. Till en början upptäcktes silvermalm, men även bly och zink har utvunnits i betydande omfattning. Numera har gruvverksamheten fått mindre betydelse för staden medan turismen har ökat i betydelse.
Trakten där staden ligger består av torftig saltrisvegetation och var helt öde då man 1883 började gruvbrytning på platsen. Den manganhaltiga malmen innehåller rikligt med silver, bly och zink. Brytningen var som störst 1913 då den uppgick till 1,75 miljoner ton malm.